# Väinö Blomstedt
Pour les articles homonymes, voir Blomstedt.
Väinö Alfred Blomstedt (né le 1er mai 1871 à Savonlinna – mort le 2 février 1947 à Helsinki) est un peintre, illustrateur, graphiste et artiste textile finlandais.

## Biographie
Ses parents sont Alfred Emanuel Blomstedt, trésorier, assesseur et Hanna Charlotta Stadius.
Väinö Blomstedt est symboliste et influencé, entre autres, par l'art japonais.
En 1888-1889, Väinö Blomstedt étudie à l'école de dessin de l'association des arts à Helsinki.
De 1889 à 1891, il est l'élève de Gunnar Berndtson.
Dans les années 1890, il habite à Paris avec Pekka Halonen et ils étudient à l'Académie Julian.
De 1893 à 1895, il étudie sous la direction de Paul Gauguin.
Il participe à l'exposition d'artistes russes et finlandais de 1898 et à l'exposition d'art international organisée par Mir iskousstva en 1899.
Väinö Blomstedt a été très influencé par Paul Gauguin et par Olof Sager-Nelson (sv).
Professeur de peinture à Helsingfors (1903-1917), il devient membre de l'Académie d'art de la ville et obtient une médaille de bronze lors du Salon des artistes français de 1908. Il est alors fait chevalier de la Légion d'honneur.
Il expose, entre autres, à Malmö et Stockholm et prend part au Salon des artistes français de 1900 ainsi qu'au Salon d'automne 1908. Ses œuvres sont conservées au musée d'Helsingfors.

## Œuvres
- Puistokuva 1895
- Ensilumi 1896
- Francesca, 1897[4]
- Jousiampuja 1897
- Auringonlasku 1898
- Järvi lumisine rantoineen 1899-1900
- Hiihtäviä poikia 1900[5]
- Olavinlinna 1900
- Talvimaisema 1904
- Talvinen satamakuva 1928
- Helsingin Säästöpankin seinämaalaukset 1935
- Lepänkuorija[6]

## Galerie

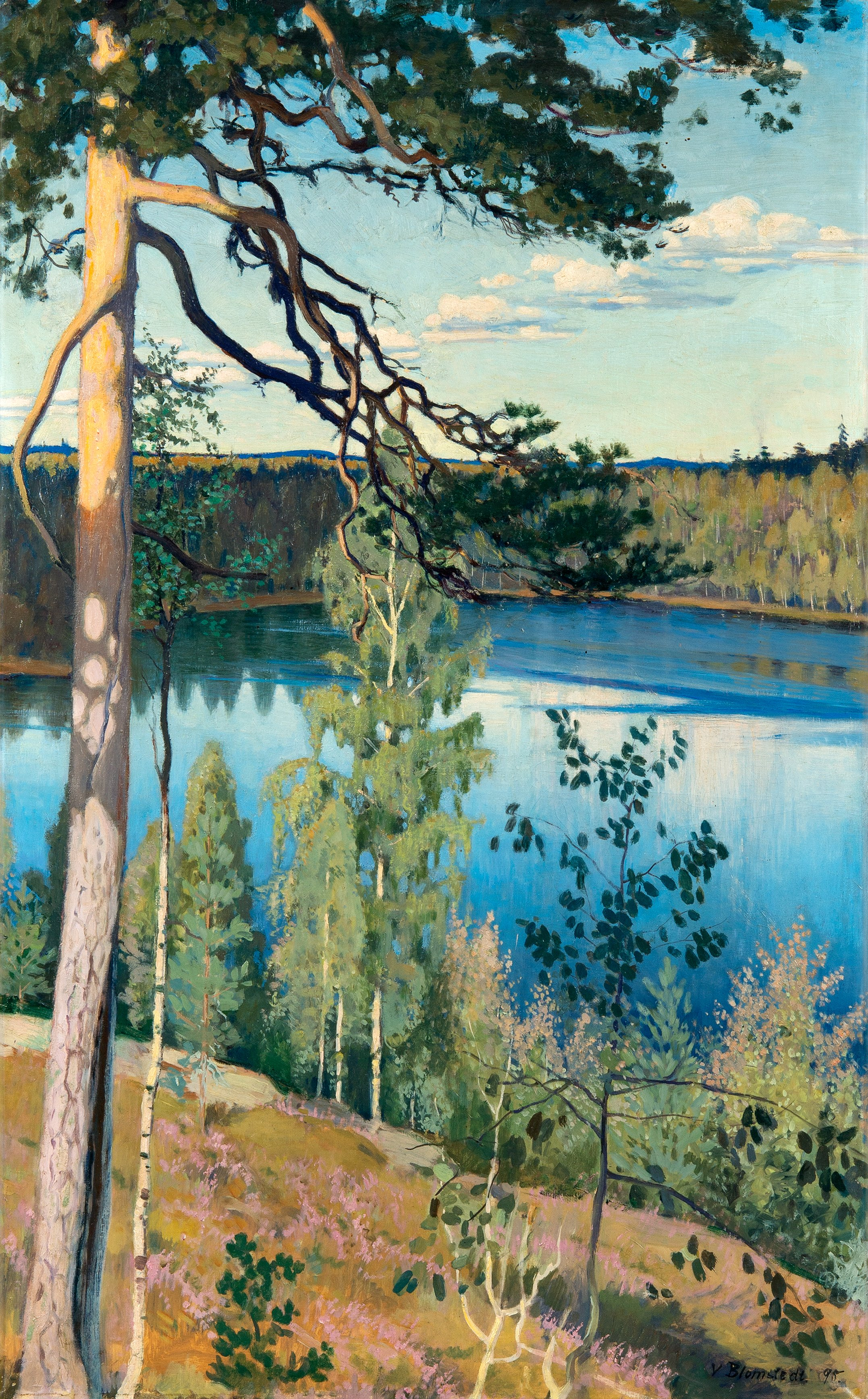
Lac.

## Distinctions
- Chevalier de la Légion d'honneur